# Västerås kanotförening
Västerås kanotförening, VKF, är en förening för kanotsport i Västerås. VKF bildades 1922 och har verksamhet inom kajak, kanadensare, forspaddling och havskajak.

## Nutid
Föreningen driver sin verksamhet vid Björnön, Västerås.
Kända kanotister från VKF är bland annat
- Markus Oscarsson - Kajak
- Mattias Oscarsson - Kajak
- Kalle Widmark - Kajak
- Henry Pettersson - Kajak
- Ulla-Britt Fredin (f.d. Carlsson) - Kajak
- Lars Fredin - Kajak
- Berndt Haeppling - Kajak
- Sixten Björklund - Forspaddling